# Margaret Twomey

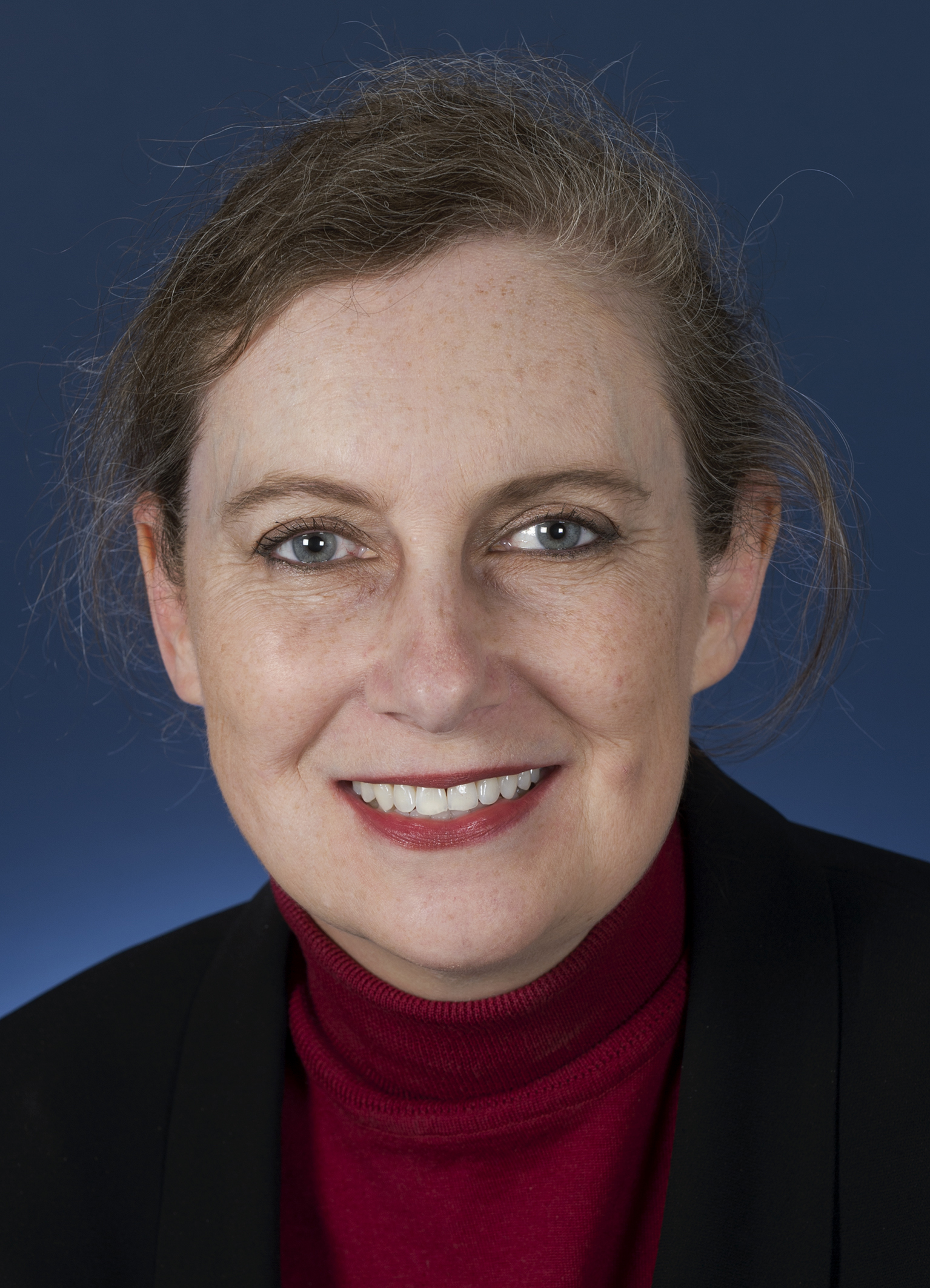
Margaret Twomey

Margaret Eileen Twomey (* 21. Februar 1963 in Shepparton, Australien) ist eine australische Diplomatin.

## Werdegang
Margaret Eileen Twomey, geboren am 21. Februar 1963 in Shepparton, absolvierte ihre Schule in ihrem Geburtsort Shepparton im ländlichen Teil von Victoria. Von 1981 bis 1985 studierte sie an der Universität Melbourne und schloss als Bachelor of Arts für Sprache und Literatur in Russisch und Französisch ab.
1985 kam sie als graduate trainee an das australische Verteidigungsministerium, wo sie drei Jahre blieb. Im Januar 1988 nahm Twomey am Ausbildungsprogramm für den Auslandsdienst des Außenministeriums teil, wo sie in den folgenden zwei Jahren in der Osteuropa-Abteilung tätig war. Ab Dezember 1989 war Twomey als dritte Sekretärin an der australischen Botschaft in Belgrad, die neben Jugoslawien auch für Rumänien, Bulgarien und Albanien zuständig war. Im Mai 1992 kehrte sie nach Canberra zurück und kam als Osteuropa-Analystin, mit Spezialisierung für den Balkan, für zwei Jahre an das Office of National Assessments. 1994 kehrte Twomey an das Außenministerium zurück und arbeitete zwei Jahre in der Abteilung Strategische Bewertungen. Im Dezember 1995 wurde sie erste Sekretärin und später Counsellor der australischen Hochkommission in London. Von Februar 2000 bis 2002 war Twomey Counsellor und stellvertretende australische Hochkommissarin in Fidschi. Die Zuständigkeit ging auch bis Nauru und Tuvalu.
Im März 2002 wurde Twomey in den höheren Führungsdienst befördert und in Canberra Leiterin der Abteilung Nord-, Süd- und Osteuropa, die auch für Russland und die Gemeinschaft Unabhängiger Staaten zuständig war. Von August 2004 bis Januar 2008 war Twomey australische Botschafterin in Osttimor. In diese Zeit fielen die Unruhen in Osttimor 2006. Dem Posten folgte im Juni 2008 das Amt des australischen Botschafters in Russland, mit Zweitakkreditierung für Armenien, Belarus, Kasachstan, Kirgisistan, Moldawien, Tadschikistan, Turkmenistan und Usbekistan. Bis 2009 war Twomey auch für die Ukraine zuständig, die dann von der Botschaft in Wien betreut wurde.
Von Januar 2013 bis November 2014 war Twomey stellvertretende Sekretärin der Abteilung Politikplanung, obwohl sie bereits 2012 zur Nachfolgerin des 2009 aus Fidschi ausgewiesenen australischen Hochkommissars James Batley ernannt worden war. Doch erst im November 2014 konnte sie den Posten antreten, nachdem Australien seine letzten Sanktionen aufgehoben hatte, die es nach dem Militärputsch von Frank Bainimarama in Fidschi 2006 verhängt hatte. Das Amt hatte Twomey bis Ende 2017 inne.
Wieder in Canberra arbeitete Twomey für das Office of National Intelligence als Assistant Director-General. Am 26. Juni 2020 wurde Twomey zur australischen Botschafterin in Italien ernannt. Sie erhielt dazu Zweitakkreditierungen für Albanien, Libyen und San Marino. Ihren Posten trat sie im Juli 2020 an.

## Sonstiges
Twomey spricht neben Englisch auch Italienisch, Französisch und Russisch.
Ihr Großvater Patrick Joseph Twomey gründete auf Fidschi ein Krankenhaus für Leprakranke. Nach ihm ist ein Krankenhaus in Suva benannt.
Zu ihrem Posten als Botschafterin in Rom nahm Twomey ihre Katze Alphonsia (Fonsie) mit.